# Pallium
Pallium (best. form palliet, af latin pallium eller palla = "ulden kappe") er en klerikal klædning, som bruges i den katolske kirke. Den var oprindelig forbeholdt paven, men i flere hundrede år har han tilladt sine ærkebisper og primasser at bære den som tegn på den domsmagt, de varetager på pavestolens vegne.
Palliet er et smalt bånd i "tre fingers bredde", vævet af hvid lammeuld og med en åbning i midten, så den kan ligge på skuldrene over messehagelen. Fra den hænger der to lige så brede bånd ned foran og bagpå. På den måde danner palliet et "Y", når man ser på det lige forfra eller bagfra. Det er dekoreret med seks sorte kors, et på hvert nedhæng og fire på kraven. Det er dobbelt på venstre skulder, hvor der er indsat tre juvelbesatte guldnåle. Disse træk er mindelser om en tid, da palliet blot var et klæde, som blev lagt dobbelt og hæftet på venstre skulder.
Ved sin formelle indsættelse vendte pave Benedikt 16. tilbage til en ældre version af palliet, som er næsten identisk med det oprindelige. Det er bredere end standardpalliet, fremstillet af uld med sortfarvede silkeender og dekoreret med fem røde kors, hvoraf de tre er gennemstukket med nåle.
For tiden bæres palliet kun af paven selv og nogle enkelte ærkebisper, og brugen af det er nøje knyttet til udøvelsen af kirkelig domsmagt.